# Eugène Livet
Pour les articles homonymes, voir Livet.
Alexandre Eugène Livet (né le 13 août 1820 à Vernantes dans le département de Maine-et-Loire et mort le 22 août 1913 à Nantes) est un éducateur français et l'un des précurseurs de l'enseignement technique en France.

## Biographie
Le père d'Eugène Livet, Guillaume Livet, soldat dans les armées napoléonienne, est fait, en 1814, chevalier de la Légion d'honneur, titre qu'il perd à la chute de l'Empire. En 1816 il entre dans la gendarmerie française, dans laquelle il est brigadier à la naissance d'Eugène. Lors de sa nomination au grade de maréchal des logis en 1825, sa croix de la Légion d'honneur lui est restituée. Il est alors nommé en poste à Château-la-Vallière, puis à Bourgueil en 1827. 
La mère d'Eugène Livet, Marie-Élisa Landry, est la fille de l’intendant du marquis de Maillé de La Tour-Landry. Elle devient receveuse des Postes à Saint-Mathurin-sur-Loire quand son mari prend sa retraite. Guillaume Livet meurt en 1852, Marie-Élisa Livet meurt en 1870. Eugène Livet est le troisième d'une fratrie de six enfants (trois filles, trois garçons).
En 1836, après une scolarité au collège de Beaufort-en-Vallée, Eugène Livet entre à l'École normale d'instituteurs d'Angers. En 1838, il est nommé à l'école de La Pouëze, à une vingtaine de kilomètres au nord-ouest d'Angers. En 1840, il obtient le poste de Saint-Mathurin-sur-Loire où ses parents résident. En 1841, il est promu maître adjoint à l'École normale d'Angers.
Eugène Livet, qui a le projet de créer une institution qui valoriserait le travail technique, fait l'acquisition d'un pensionnat à Nantes. Il peut mettre en œuvre son programme novateur pour l'enseignement technique. La renommée de cette petite institution lui permet, en 1862, d'acquérir un terrain à Nantes, où il fait édifier des bâtiments plus importants pour en faire un établissement d’enseignement commercial et technique. L'Institution Livet reçoit les encouragements et les recommandations des pouvoirs publics, des ministères et de la Chambre de métiers.
En 1875, l'établissement prend le nom de son fondateur. En 1898, l’institution Livet est acquise par l’État qui en fait l'École nationale professionnelle Livet, et Eugène Livet quitte ses fonctions. L'établissement est désigné par la suite le lycée technique Eugène-Livet.
Le 22 août 1913, Eugène Livet meurt, à l'âge de 93 ans, à son domicile à l'angle de la rue Voltaire et de la place Notre-Dame (aujourd'hui place Eugène-Livet).

## Hommages posthumes
Lors de la séance du 3 septembre 1913, la municipalité de Nantes, sur la proposition du maire Paul Bellamy, honore la mémoire d'Eugène Livet en décidant d'octroyer pour son inhumation une concession municipale au cimetière Miséricorde. La ville donne, en outre, à la place Notre-Dame le nom de place Eugène-Livet.
Le 8 mai 1972, une rue Eugène Livet est baptisée dans sa ville natale, Vernantes. Dans cette commune, une plaque commémorative est apposée le 8 avril 1995 sur la maison où il est né.
Le 14 septembre 2013, la commune de La Pouëze a rendu hommage à Eugène Livet en inaugurant une plaque commémorative sur le mur de la bibliothèque qui a choisi son nom. Une occasion de rappeler que ses premiers pas d'instituteur à La Pouëze le menèrent à une œuvre éducative rayonnante.
Lors de la séance du 6 octobre 2017, la municipalité de Nantes, honore de nouveau la mémoire d'Eugène Livet en décidant d'attribuer son nom au  passage Eugène-Livet reliant la rue Désiré-Colombe au jardin Say.

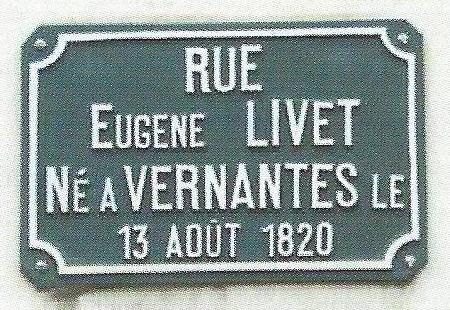
Plaque de rue à Vernantes en Maine-et-Loire, lieu de naissance d'Eugène Livet
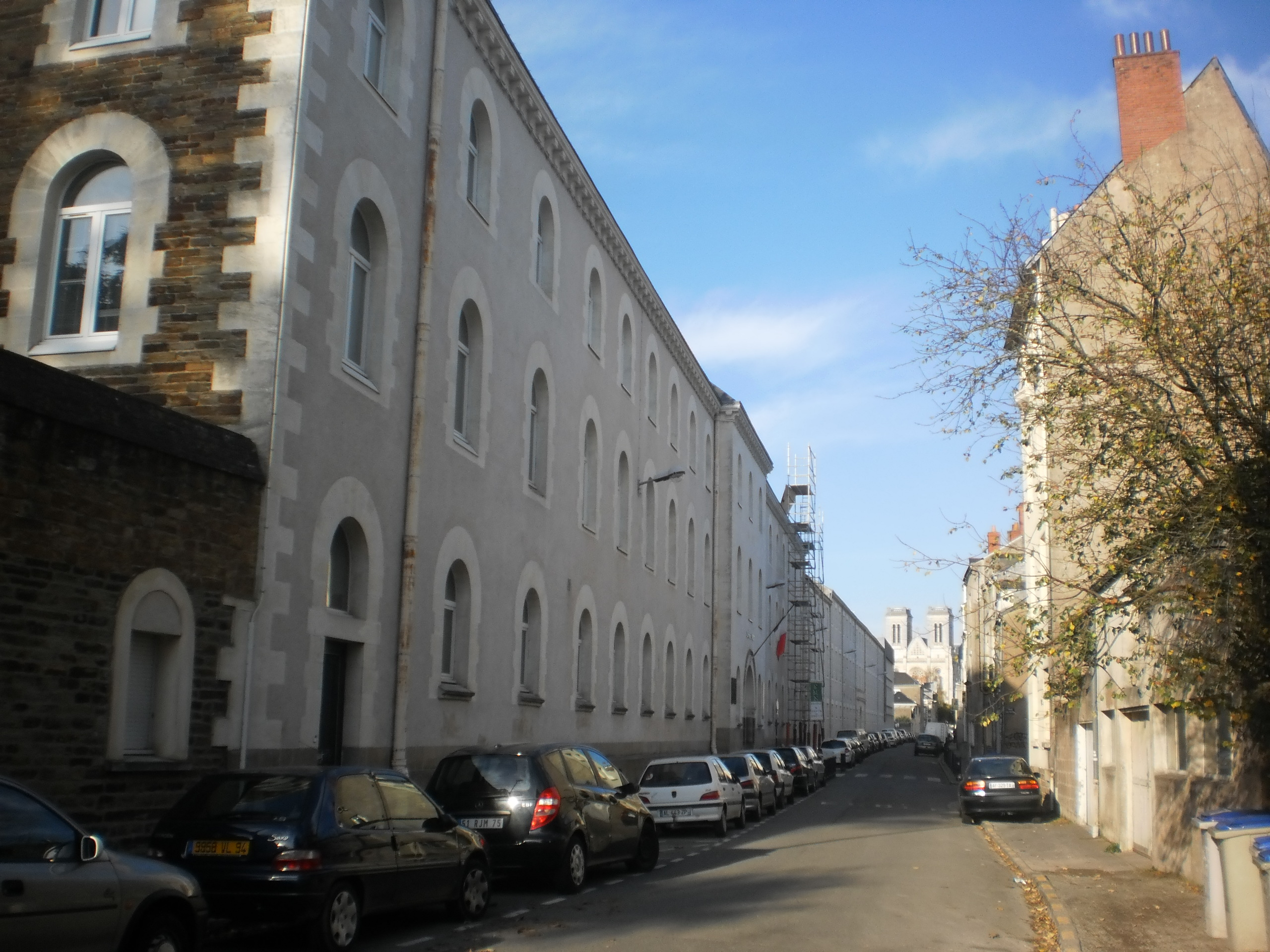
Lycée Eugène Livet
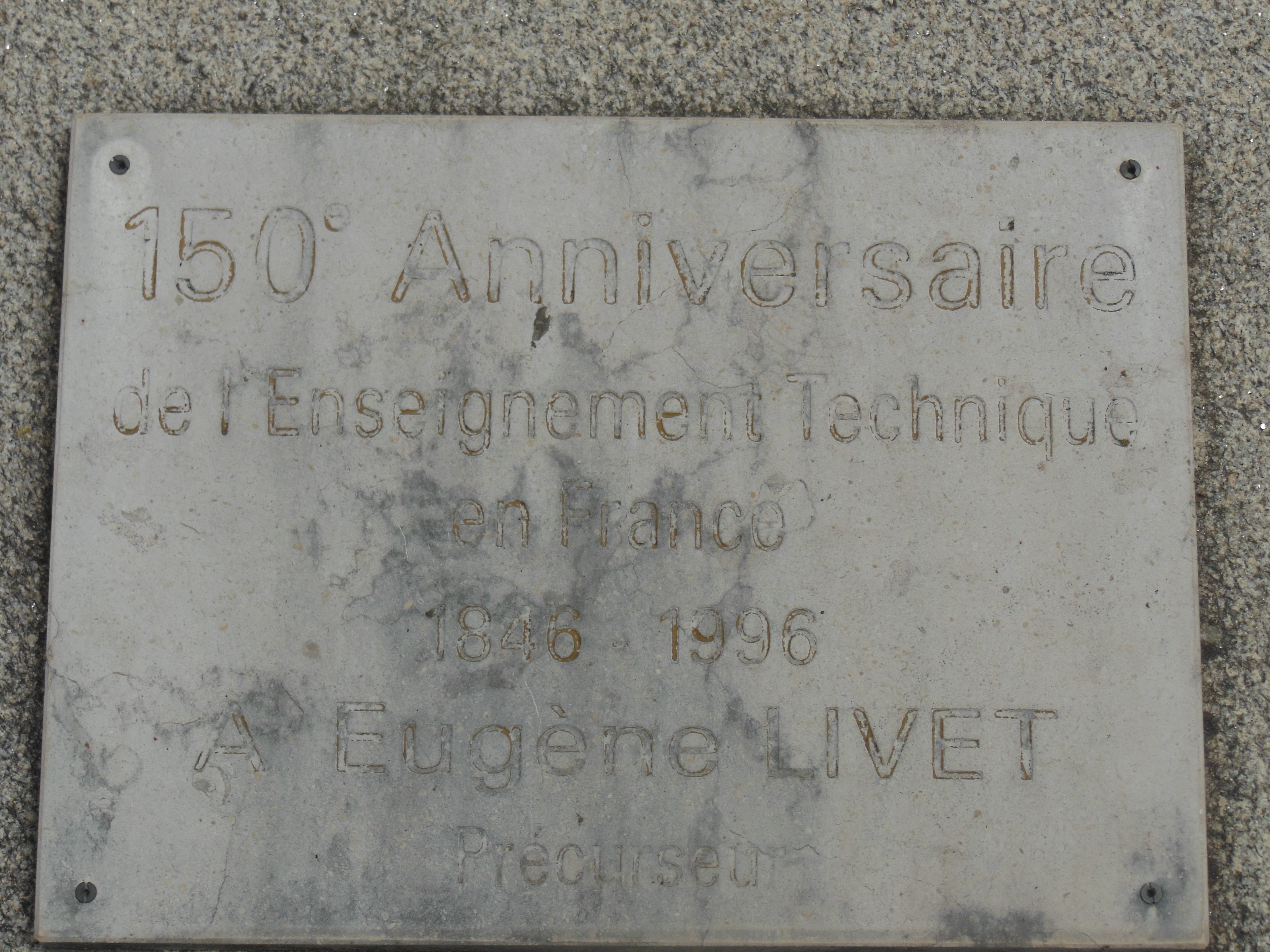
Plaque apposée au pied du buste d'Eugène Livet
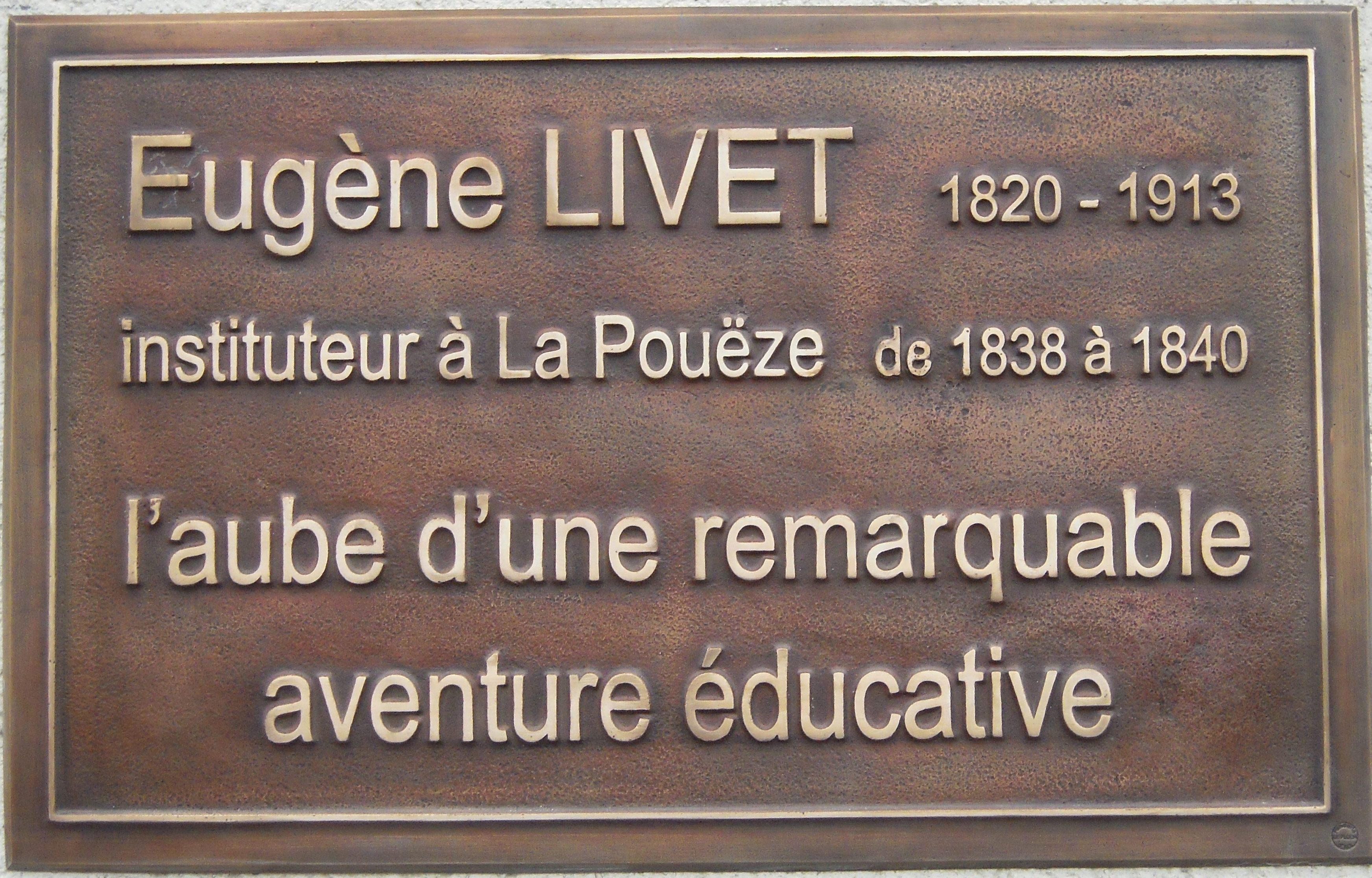
Plaque apposée sur le mur de la bibliothèque de la Pouëze